# Sarra Afi
Sarra Afi, née le 8 janvier 2001, est une escrimeuse tunisienne.

## Carrière
Sarra Afi est médaillée d'or en fleuret par équipes aux championnats d'Afrique 2018 et aux championnats d'Afrique 2019. Elle obtient la médaille d'argent en fleuret par équipes aux Jeux africains de 2019.